# Sankt Katharine Kirke (Ribe)
Sankt Katharine Kirke (sognet foretrækker formen "Sct. Catharinæ kirke") og Kloster i Ribe er opført af Dominikanerordenen. Bygningerne står stadigvæk, men klostervæsnet ophørte ved reformationen i 1536. Det er et af Danmarks mest komplette klosterbyggerier.

## Historie
Det dominikanske kloster i Ribe dedikeret til Katharina af Alexandria, blev grundlagt i 1228 af dominikanske munke på jord, som blev doneret af Biskop Tuve af Ribe. Klosterkirken er bygget i romansk stil.
Hvad der i dag betegnes som kloster, var de første bygninger munkene opført, da de ankom til Ribe. Klosterets blev opført under klosterets grundlægger og bygherre - Broder Bjørn.
I 1246 var den dominikanske orden i Ribe blevet så stor og indflydelsesrig, at regionale møder for den dominikanske orden blev afholdt i byen. I løbet af det 14. århundrede blev klosteret ombygget og udbygget med en større kirke og en kvadratisk tilbygning, med værelser til munkene der tillod privatliv. De nye tilbygninger var i gotisk stil, Desuden udvidede man med en større kælder.
Den dominikanske orden bestod af munke, som havde valgt et liv i kyskhed, afholdenhed og fattigdom, og blev etableret i byer hvor munkene kunne gå ud og tigge til det daglige brød fra de lokale beboere. Deres regler forbød dem at eje noget individuelt, men over årene blev der doneret ejendomme og jord, der kunne være med til at forsørge klosteret.
Den første Sankt Catharinæ Kirke blev grundlagt i 1250, og er opført i forbindelse med et dominikansk kloster i byen. Den nuværende kirke er fra omkring 1450. 
Kong Christian den 1. gav et større beløb til klosteret i 1480. I løbet af det 16. århundrede fortsatte byggeriet af kirken, og den blev udvidet. Kirken brændte, men blev genopbygget på opfordring af paven.

### Prædikestolen
Kirkens prædikestol er duskæret i renæssancestil og fra 1591

### Døbefronten
Granit døbefronten med evangelisternes navne indhugget på kummen er den oprindelige døbefront.

### Orgelet
Orgelet i kirken er skænket af Ribe Domkirke. Det blev dog helt ombygget i 1855 og udvidet under den store restaurering i 1918-32

## 14 års renovering af kirken
Det oprindelige fundament på kirken var af træ og århundres vind og vejr sled på både kirke og fundament. I 1918 gik man i gang med at renovere kirken, der var i voldsomt forfald. Renoveringen tog 14 år og det skyldes ikke mindst manglen på penge.
Men især i 1920'erne tilskrives renoveringsarbejdet at tage fart. Med donkrafte hævede man den ene side på kirken med hele 75 centimeter, da det var sunket sammen og truede med at lade hele kirken styrte sammen.
Der er bevaret én af disse donkrafte i kirken, således at man den dag i dag kan se, hvorledes det foregik. 
Der findes også en donkraft mere, den er i Ribe Museums varetægt, der er også en smedet nøgle til at betjene donkraften.[kilde mangler] Denne donkraft har siden renoveringen af kirken været i en lokal håndværkers besiddelser indtil ejendommen i Sejstrup blev ryddet.[kilde mangler]
Tårnet genopbygges i forbindelse med restaureringen. Her finder man spor af et tidligere tårn på kirken og beslutter at genopbygge dette tårn.
D. 27. november 1932 blev der afholdt indvielse af den renoverede gamle klosterkirke.

### Fra Kirkefundamenter til Stuepryd
Det gamle fundament man fjernede var lavet af elletræ og blev solgt til lokale. Blandt andet den lokale anerkendte snedker Dau, der efterfølgende producerede møbler af træet. Men også en tegnelærer ved Ribe Tekniske skole, A. Riber forarbejdede lamper og større og mindre skåle af træet.

## Renovering af klosteret
Primo 2021 annonceres det, at det gamle kloster vil blive renoveret for 20 millioner kroner. Planen er at bringe klosteret tilbage til sin oprindelig udformning. Der skal blandt andet rettes op på nogle uheldige renoveringer fra 1970'erne.

## Billedgalleri
- Kirkeskibet
- Prædikestol fra Renæssancen
- Detalje fra prædikestolen: de hellige tre konger tilbeder Jesusbarnet
- Detalje fra en ligsten: Evangelisten Mattæus
- Detalje fra en ligsten
- Korsgang
- Sct. Catharinæ Kirke før 1916